# Античные грамматики
Анти́чные грамма́тики — общее название для ряда античных учёных, которые занимались изучением древнегреческого и латинского языков. Они могут считаться основателями филологии и предшественниками современной лингвистики.
Предшественниками античных грамматиков являются философы, занимавшиеся вопросами теории языка (например, Платон, Аристотель, стоики), а также риторы, изучавшие теорию и практику красноречия (в частности, софисты). Первоначально грамматикой называлось искусство чтения и письма, а грамматистами — школьные учителя, обучавшие элементарной грамоте. Первыми античными грамматиками могут считаться александрийские филологи: Зенодот Эфесский, Аристофан Византийский и Аристарх Самофракийский. Их труды были первым опытом применения филологических и лингвистических методов к анализу текста для установления подлинных чтений, «правильных» форм слов и т. п.

## Греческие грамматики
- Аполлоний Дискол
- Дионисий Фракийский
- Дидим Халкентер

## Римские грамматики
- Гай Марий Викторин
- Элий Донат
- Реммий Палемон
- Присциан
- Марк Валерий Проб
- Мавр Сервий Гонорат
- Марк Корнелий Фронтон
- Флавий Капер

## Византийские источники по античной грамматике
- Константин Ласкарис
- Максим Плануд